# Троарн (кантон)
Троарн (фр. Troarn) — кантон во Франции, регионе Нормандия, департамент Кальвадос. Расположен на территории двух округов: двадцать одна коммуна входит в состав округа Кан, три — в состав округа Лизьё.

## История
До 2015 года в состав кантона входили коммуны: Аржанс, Банвиль-ла-Кампань, Вимон, Демувиль, Жанвиль, Жибервиль, Кантлу, Каньи (Кальвадос), Клевиль, Кювервиль, Саннервиль, Сен-Пер, Сен-Пьер-дю-Жонке, Сент-Уан-дю-Мений-Оже, Троарн, Туфревиль, Эмьевиль.
В результате реформы 2015 года состав кантона был изменен. В него были включены отдельные коммуны упраздненного кантона Бургебюс. 
С 1 января 2017 года состав кантона существенно изменился в связи с образованием т.н. «новых» коммун: коммуны Муль и Шишбовиль объединились в новую коммуну Муль-Шишбовиль; коммуны Бийи, Контвиль, Пусси-ла-Кампань, Фьервиль-Бре и Эран — в новую коммуну Валамбре; коммуны Саннервиль и Троарн — в новую коммуну Салин, ставшую центром кантона.
Решением от 28 декабря 2018 года административный суд Кана отменил постановление префектуры от 29 июля 2016 года о создании коммуны Салин с вступлением в силу 31 декабря 2019 года.

## Состав кантона с 1 января 2020 года
В состав кантона входят коммуны (население по данным Национального института статистики за 2018 г.):
- Аржанс (3 756 чел.)
- Банвиль-ла-Кампань (172 чел.)
- Беллангревиль (1 483 чел.)
- Валамбре (1 746 чел.)
- Вимон (781 чел.)
- Демувиль (3 169 чел.)
- Жанвиль (372 чел.)
- Кантлу (183 чел.)
- Каньи (1 944 чел.)
- Клевиль (377 чел.)
- Кювервиль (2 227 чел.)
- Муль-Шишбовиль (3 202 чел.)
- Саннервиль (1 912 чел.)
- Сен-Пер (229 чел.)
- Сен-Пьер-дю-Жонке (249 чел.)
- Сен-Самсон (310 чел.)
- Сени-о-Винь (417 чел.)
- Сент-Уан-дю-Мений-Оже (206 чел.)
- Троарн (3 481 чел.)
- Туфревиль (383 чел.)
- Уэзи (235 чел.)
- Френувиль (1 933 чел.)
- Эмьевиль (603 чел.)
- Эсковиль (805 чел.)

## Политика
На президентских выборах 2022 г. жители кантона отдали в 1-м туре Эмманюэлю Макрону 29,4 % голосов против 28,9 % у Марин Ле Пен и 18,7 % у Жана-Люка Меланшона; во 2-м туре в кантоне победил Макрон, получивший 54,2 % голосов. (2017 год. 1 тур: Марин Ле Пен – 24,7 %, Эмманюэль Макрон – 24,5 %, Жан-Люк Меланшон – 20,6 %, Франсуа Фийон – 15,0 %; 2 тур: Макрон – 62,9 %. 2012 год. 1 тур: Франсуа Олланд — 32,3 %, Николя Саркози — 22,8 %, Марин Ле Пен — 18,1 %; 2 тур: Олланд — 57,0 %).
С 2021 года кантон в Совете департамента Кальвадос представляют менеджер по работе с клиентами Анжелик Лемьер (Angélique Lemière) и мэр коммуны Демувиль Людовик Робер (Ludovic Robert) (оба – Разные центристы).
|                | Кандидаты                           | Партия                   | Первый тур | Первый тур     | Второй тур | Второй тур |
| Кол-во голосов | Кандидаты                           | Партия                   | % голосов  | Кол-во голосов | % голосов  |            |
| -------------- | ----------------------------------- | ------------------------ | ---------- | -------------- | ---------- | ---------- |
|                | Анжелик Лемьер Людовик Робер        | Разные центристы         | 2 097      | 30,73          | 3 412      | 53,63      |
|                | Стефан Амилькар Жюли Лекок          | Левый блок – Зелёные     | 2 128      | 31,18          | 2 950      | 46,37      |
|                | Клодин Женгуа Серж Лепеллетье       | Национальное объединение | 1 585      | 23,23          |            |            |
|                | Изабель Демуа-Порк Кристоф Лемаршан | Прочие                   | 1 014      | 14,86          |            |            |

|                | Кандидаты                         | Партия             | Первый тур | Первый тур     | Второй тур | Второй тур |
| Кол-во голосов | Кандидаты                         | Партия             | % голосов  | Кол-во голосов | % голосов  |            |
| -------------- | --------------------------------- | ------------------ | ---------- | -------------- | ---------- | ---------- |
|                | Корали Аррюэго Кристиан Пьело     | Левый блок         | 3 559      | 35,02          | 4 461      | 42,68      |
|                | Софи де Жибон Патрис Мартен       | Правый блок        | 2 822      | 27,77          | 3 270      | 31,29      |
|                | Мари-Франсуаза Лебёф Кристоф Маль | Национальный фронт | 2 816      | 27,71          | 2 720      | 26,03      |
|                | Франсуаза Лена Оливье Зюиани      | Левый фронт        | 965        | 9,50           |            |            |